# هربرت دروری (ژیمناست)
هربرت دروری (ژیمناست) (به انگلیسی: Herbert Drury (gymnast)) ژیمناست زادهٔ ۵ ژانویهٔ ۱۸۸۳ میلادی اهل کشور بریتانیا است.